# Leonard Miller
Leonard Miller (Scarborough, 26 november 2003) is een Canadees basketballer die speelt als small forward voor de Minnesota Timberwolves.

## Carrière
Miller kondigde in 2022 aan zich kandidaat te stellen voor de NBA draft. Enkele dagen voor de deadline maakte Miller echter bekend zich terug te trekken uit de draft en te gaan spelen bij de NBA G League Ignite in de NBA G League. Tijdens het seizoen 2022/23 was Miller goed voor een gemiddelde van 10,3 rebounds en 20,2 punten per wedstrijd. In 2023 stelde Miller zich dan toch kandidaat voor de NBA draft. Miller werd als 33e uitgekozen door de San Antonio Spurs, maar hij werd dezelfde nacht nog tegen enkele toekomstige draftkeuzes geruild naar de Minnesota Timberwolves, waar hij op 9 januari 2023 een contract tekende. Op 28 oktober 2023 maakte Miller zijn debuut in de NBA tijdens een wedstrijd van de Timberwolves tegen de Miami Heat. Tijdens zijn eerste 2 seizoenen in Minnesota speelt Miller ook regelmatig voor de Iowa Wolves, het geaffilieerde team van de Minnesota Timberwolves in de NBA G League.

## Statistieken
| Legenda | Legenda                | Legenda | Legenda                 | Legenda | Legenda               |
| ------- | ---------------------- | ------- | ----------------------- | ------- | --------------------- |
| WG      | Wedstrijden gespeeld   | WS      | Wedstrijden als starter | MPW     | Minuten per wedstrijd |
| FG%     | Fieldgoal-percentage   | 3P%     | Drie-punterpercentage   | VW%     | Vrije-worppercentage  |
| RPW     | Rebounds per wedstrijd | APW     | Assists per wedstrijd   | SPW     | Steals per wedstrijd  |
| BPW     | Blocks per wedstrijd   | PPW     | Punten per wedstrijd    | Vet     | Hoogste in carrière   |

### Regulier seizoen
| Seizoen  | Team                   | WG | WS | MPW | FG%  | 3P%  | FW%   | RPW | APW | SPW | BPW | PPW |
| -------- | ---------------------- | -- | -- | --- | ---- | ---- | ----- | --- | --- | --- | --- | --- |
| 2023/24  | Minnesota Timberwolves | 17 | 0  | 3,1 | 65,0 | 40,0 | 50,0  | 1,2 | 0,5 | 0,1 | 0,1 | 1,7 |
| 2024/25  | Minnesota Timberwolves | 13 | 0  | 2,5 | 40,0 | 0,0  | 100,0 | 0,8 | 0,0 | 0,2 | 0,1 | 1,5 |
| Carrière | Carrière               | 30 | 0  | 2,8 | 54,3 | 20,0 | 90,0  | 1,0 | 0,3 | 0,1 | 0,1 | 1,6 |

### Playoffs
| Seizoen  | Team                   | WG | WS | MPW | FG%  | 3P%   | FW% | RPW | APW | SPW | BPW | PPW |
| -------- | ---------------------- | -- | -- | --- | ---- | ----- | --- | --- | --- | --- | --- | --- |
| 2023/24  | Minnesota Timberwolves | 3  | 0  | 2,3 | 0,0  | 0,0   | -   | 1,3 | 0,0 | 0,0 | 0,0 | 0,0 |
| 2024/25  | Minnesota Timberwolves | 3  | 0  | 4,3 | 75,0 | 100,0 | -   | 1,7 | 0,0 | 0,0 | 0,0 | 4,3 |
| Carrière | Carrière               | 6  | 0  | 3,3 | 66,7 | 50,0  | -   | 1,5 | 0,0 | 0,0 | 0,0 | 2,2 |